# Indoxysticus
Indoxysticus là một chi nhện trong họ Thomisidae.